# Samuel Cohen (compositeur)
Pour les articles homonymes, voir Samuel Cohen et Cohen.
Samuel Cohen (1870-1940) est un musicien moldave né en 1870 à Ungheni (Bessarabie) et mort à Rishon LeZion (Israël) en 1940. Il est l'un des créateurs de l'hymne national de l'État d'Israël, la Hatikvah.

## Biographie
De religion juive, Samuel Cohen fait son aliyah (immigration vers la Terre sainte) en 1878 et s'installe à Rishon LeZion. Enthousiasmé par les vers de la chanson patriotique juive Tikvatenou (תקותנו) (« Notre espoir ») de Naftali Herz Imber, il les a adaptés sur une mélodie populaire moldave qui est connue en Roumanie sur des divers textes : Le chariot a bœufs (Carul cu boi), Chanson de mai (Cântec de mai = Luncile s-au deşteptat...), Maïs à feuilles haussées (Cucuruz cu frunza-n sus). La musique de cette chanson ressemble, surtout dans sa première partie, à des mélodies connues sous différentes versions en Italie (La Mantovana), en Espagne, en Suède (Oh, Vaermeland), en Pologne et en Ukraine. L'une d'elles a été inspirée par le thème principal du poème symphonique Vltava (appelé également : La Moldau), du compositeur tchèque Bedřich Smetana (1874).
Beaucoup de Juifs chantent le psaume 126 sur cette mélodie (psaume également connu sous son incipit latin : Nisi Dominus).
Alors appelée Tikvatenou, la chanson fut chantée collectivement pour la première fois en 1901 au 5e Congrès sioniste de Bâle, puis reprise dans sa version plus courte à la fin du 7e Congrès, en 1905, quand elle devint, de facto, le chant national des Juifs. En 1933 au 18e Congrès sioniste l’Hatikvah (« L'espoir ») fut officiellement choisie comme l'hymne de l'Organisation sioniste. Elle fut aussi chantée lors de l'ouverture de la cérémonie de déclaration de l'Indépendance de l'État d'Israël le 14 mai 1948. Elle a ainsi acquis progressivement le statut d'hymne national, bien avant 2004, année où la Knesset en a finalement pris la décision officielle.